# Dakuidae
Dakuidae — родина двобічно-симетричних тварин класу Ацели.

## Класифікація
Родина включає в себе 1 рід з 2 видами:
- Рід Daku
  - Daku riegeri (Hooge & Tyler, 2008)
  - Daku woorimensis (Hooge, 2003)